# Gli altri, gli altri... e noi
Gli altri, gli altri... e noi è un film del 1967 diretto da Maurizio Arena.

## Trama
Antonio Cecconi, giovane operaio, giunge a Roma per un impiego.
Dapprima diventa cameriere, poi si adatta a fare il culturista in una casa signorile, ma finisce per servire unicamente alla stravagante burla di un bulletto.
In seguito diventa parrucchiere, poi facchino, ma viene bocciato da uno psicologo ignorante; tenta la strada del commercio pubblicizzando una lavatrice elettrica, ma viene sfruttato dalle massaie della zona.
Infine troverà l'impiego di guardia notturna in un dormitorio dove, nella Notte di Capodanno, viene bersagliato da cocci e fuochi artificiali.

## Distribuzione
Non è chiaro dove e quando venne distribuito questo film nonostante il cast stellare. Mai pubblicato su qualsiasi supporto video è di fatto irreperibile dalla sua uscita.